# Victoria Burgoyne
Victoria Burgoyne (* 3. April 1953 in London, England) ist eine britische Schauspielerin.

## Leben
Burgoyne begann ihre Karriere 1972 mit einer kleinen Nebenrolle in der britischen Sitcom Doctor in Charge. Im darauf folgenden Jahr hatte sie ihr Spielfilmdebüt in Wolf Rillas Komödie Secrets of a Door-to-Door Salesman. Nach einigen wenigen Auftritten in den 1970er Jahren begannen die 1980er Jahre vielversprechend. Sie war im Horrorfilm Death Ship an der Seite von George Kennedy und Richard Crenna zu sehen, hatte eine Gastrolle in der auch im deutschsprachigen Raum enorm populären Krimiserie Die Profis und erhielt eine der Hauptrollen in der Arztserie Doctor’s Daughters. Von der Serie wurden jedoch nur sechs Folgen produziert. 1984 stand sie neben Tony Curtis, Donald Pleasence und Orson Welles in Die Himmelsmaschine vor der Kamera und 1988 wirkte sie im Historiendrama Zeit der Dunkelheit von Clive Donner mit. Im darauf folgenden Jahr hatte sie die wiederkehrende Rolle der Vicki Rockwell in der Seifenoper Howards’ Way.
Burgoyne wirkte zudem als Clare Keightley an einer Folge der 17. Staffel der Science-Fiction-Serie Doctor Who mit, die aufgrund eines Streiks bei der BBC nie fertiggestellt wurde. Die Folge mit Tom Baker als vierter Doktor zeichnete sich zudem dadurch aus, dass sie von Douglas Adams verfasst wurde, der die Geschichte später abgewandelt als Der elektrische Mönch veröffentlichte. Shada wurde schließlich 1992 auf Video veröffentlicht, die fehlenden Teile wurden durch eingeschobene Schilderungen Tom Bakers ergänzt.

## Filmografie (Auswahl)

### Fernsehen
- 1980: Die Profis (The Professionals)
- 1981: Metal Mickey
- 1988: Hannay
- 1989: Howards’ Way
- 1990: Chillers
- 1991: The Bill

### Film
- 1980: Death Ship
- 1984: Die Himmelsmaschine (Where Is Parsifal?)
- 1988: Zeit der Dunkelheit (Stealing Heaven)
- 1989: Mein Geist will immer nur das Eine … (Ghosts Can’t Do It)